# Birchgrove
Birchgrove är en community i Storbritannien.   Den ligger i kommunen Swansea och riksdelen Wales, i den södra delen av landet, 260 km väster om huvudstaden London.
Communityn består av samhället Birchgrove, en del av samhället Glais samt omgivande landsbygd.